# Batillaria mutata
Batillaria mutata é uma espécie de gastrópode  da família Batillariidae.
Trata-se de uma pequena lesma de água salgada, pertencente ao grupo conhecido como lesmas de chifre.
É endémica do Equador, habitando em áreas planas costeiras de sedimento depositado pela ação da água, conhecidas como mudflats.